# کنت-اوله یوهانسون
کنت-اوله یوهانسون (سوئدی: Kent-Olle Johansson؛ زادهٔ ۱۸ نوامبر ۱۹۶۰) کشتی‌گیر اهل سوئد است.